# Рейноса
Рейноса (ісп. Reinosa) — місто і муніципалітет в Іспанії, у складі автономної спільноти Кантабрія. Населення — 10 307 осіб (2009).
Місто розташоване на відстані близько 290 км на північ від Мадрида, 60 км на південний захід від Сантандера.

## Демографія
Динаміка населення (INE ):

## Уродженці
- Рут Діас (* 1975) — іспанська акторка театру і кіно.

## Галерея зображень

Розташування муніципалітету
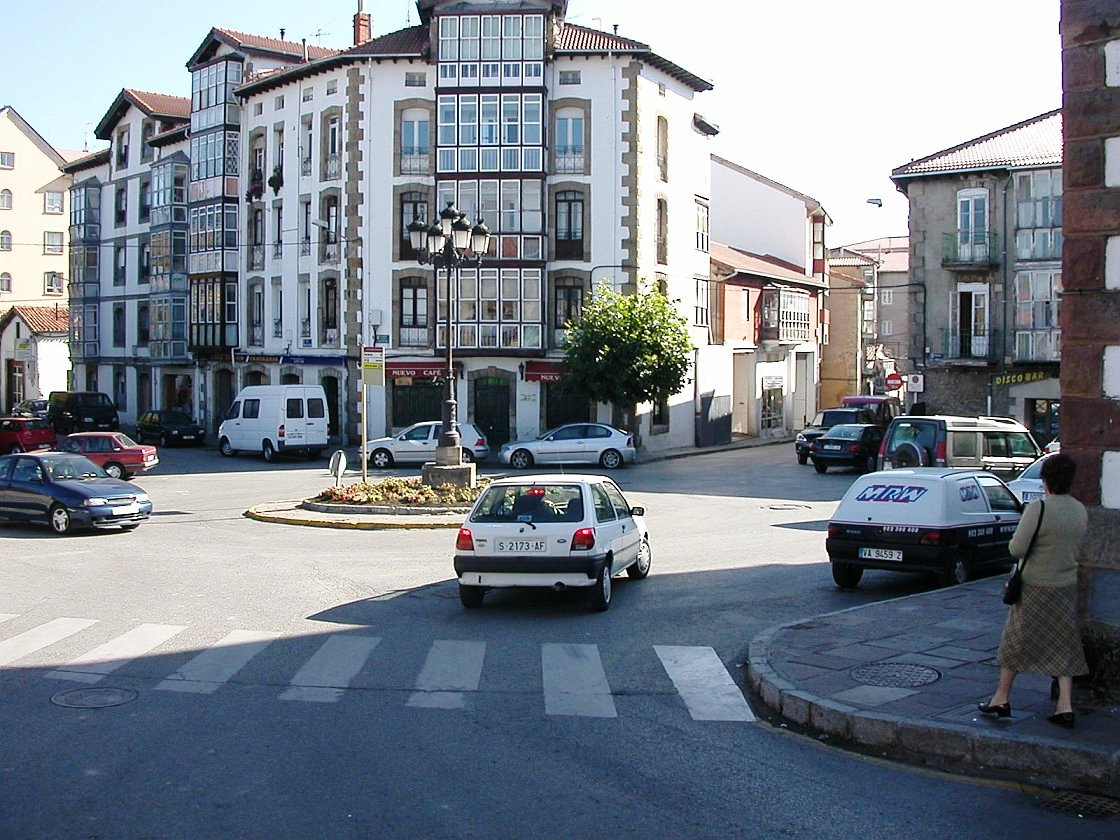
Площа Свободи у місті Рейноса
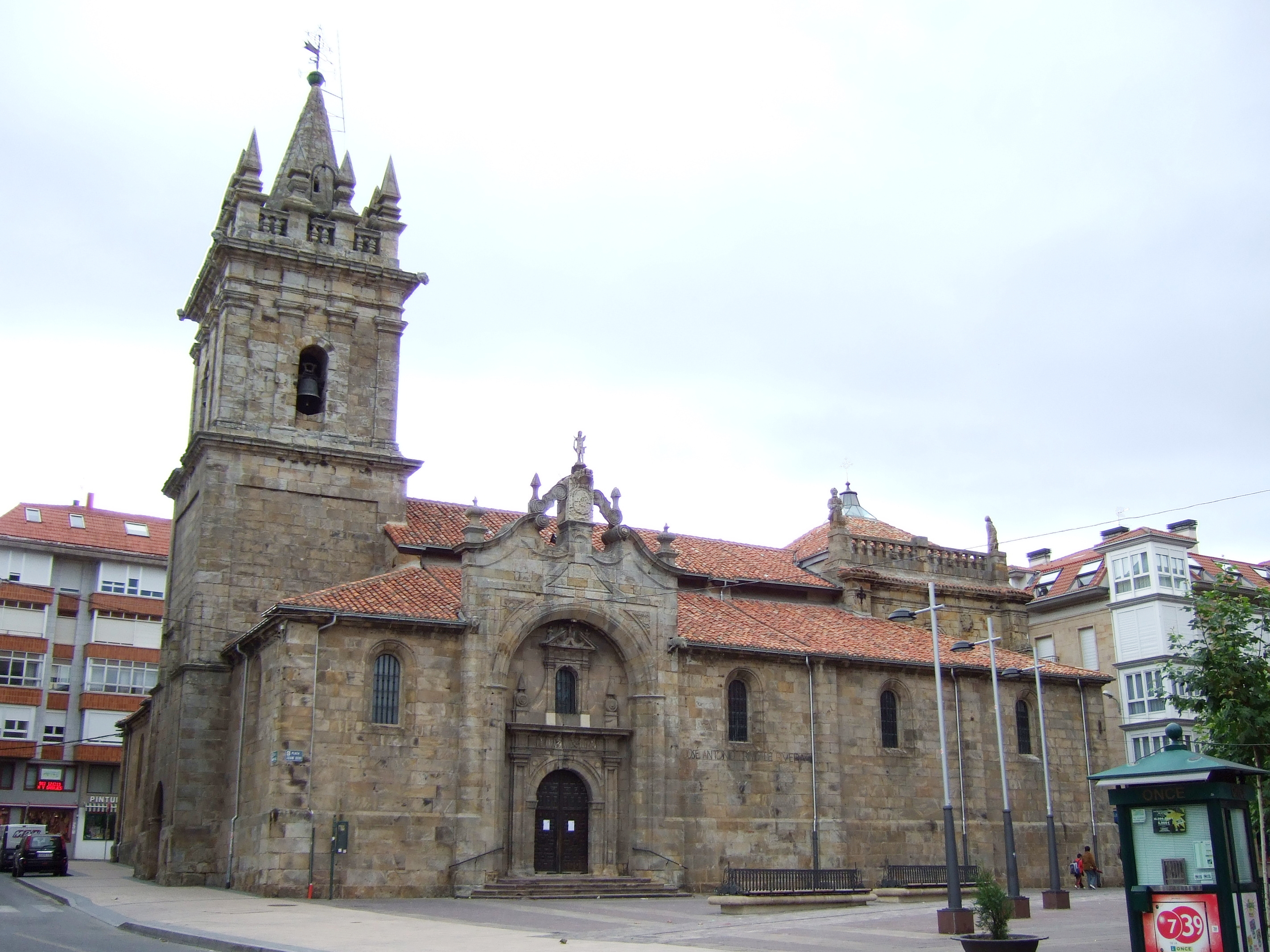
Церква Сан-Себастьян (XVI століття)
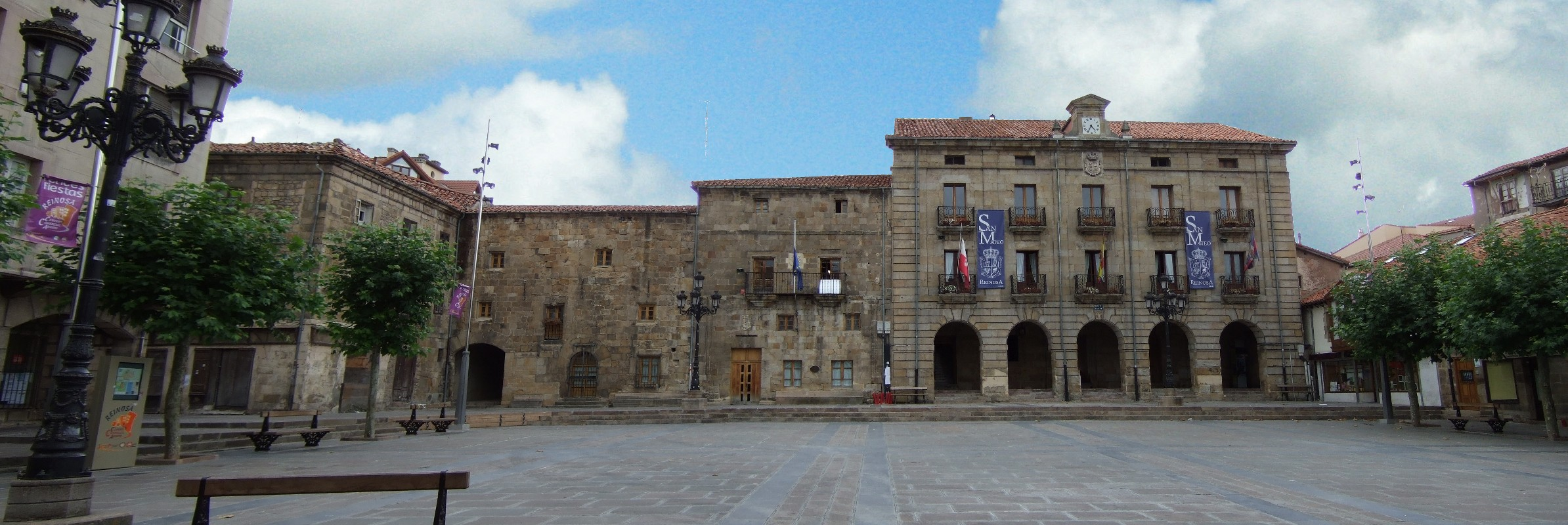
Пласа-де-Еспанья і муніципальна рада